# Cleopatra (2003)
Cleopatra (Brasil: Cleópatra ) é um filme argentino de 2003 dirigido por Eduardo Mignogna.